# Gonzalo de Ojeda y Brooke
Gonzalo de Ojeda y Brooke; nació en Madrid, el 3 de junio de 1890 y m. en Madrid? hacia 1962; fue un diplomático español.

## Biografía
Fue hijo de Julia Brooke y Emilio de Ojeda y Perpiñán y hermano de Jaime de Ojeda y Brooke.
Su padre era de 1902 a 1905 ministro extraordinario en Washington D. C. y de 1906 a 1911 embajador ante la Santa Sede. Se casó en 1932 con Ivonne Eiseley y fue padre del diplomático Jaime de Ojeda y Eiseley.
Ojeda y Brooke, tras el golpe de Estado de julio de 1936, y entonces encargado de negocios y cónsul en funciones en Costa Rica, se adhirió a las autoridades del bando sublevado. En 1956 se convirtió en el primer embajador español en Túnez.
Falleció hacia 1962.

### Carrera
1935: Ministro extraordinario en San José Costa Rica. 
1941: Ministro extraordinario en Bogotá. 
1946: Ministro extraordinario en Tokio.
De 17 de agosto de 1951 a 10 de agosto de 1954 embajador en Venezuela.
Cónsul general en Túnez (ciudad).
De 22 de junio de 1956 a 04 de julio de 1958 embajador en Túnez (ciudad).
1960: retirado como cónsul general en Oporto.

## Reconocimientos
- Gran Cruz de la Orden del Mérito Civil (1956)[4][5]